# Abdul Razzak Aboobakur
Abdul Razzak Aboobakur (ur. 27 grudnia 1962) – malediwski sportowiec specjalizujący się w lekkoatletyce, olimpijczyk.
Reprezentował Malediwy w sztafecie 4 × 100 metrów na Letnich Igrzyskach Olimpijskich 1988, które odbyły się w Seulu. Odpadł w fazie eliminacji.